# Ghiacciaio Craft
Il ghiacciaio Craft (in inglese Craft Glacier) è un ghiacciaio lungo circa 9 km situato sull'isola Thurston, al largo della costa di Eights, nella Terra di Ellsworth, in Antartide. Il ghiacciaio, il cui punto più alto si trova a circa 200 m s.l.m., fluisce verso sud partendo da una zona a ovest del colle Hendersin, fino ad entrare nello stretto Peacock, andando così ad alimentare la piattaforma glaciale Abbot.

## Storia
Il ghiacciaio Craft è stato mappato grazie a fotografie aeree scattate nel dicembre 1946 durante l'Operazione Highjump ed è stato poi così battezzato dal Comitato consultivo dei nomi antartici in onore del guardiamarina Charles Craft, elicotterista della marina militare statunitense a bordo della USS Glacier, che nel febbraio 1960 effettuò diversi voli di esplorazione nei cieli dell'isola Thurston.